# Microsoft Paint
A Microsoft Paint egy program, amely a Microsoft Windows összes változatában megtalálható. A program segítségével képeket lehet szerkeszteni, illetve rajzolni. A fájlokat .bmp, . jpeg, .gif, .png és TIFF formátumokban lehet elmenteni és megnyitni. A program első verziója 1985-ben mutatkozott be.
2017-ben a Microsoft bemutatta a Paint 3D programot, melynek hatására többen azt hitték, hogy a cég eltávolítja a programot; főleg, hogy a Microsoft az "elavult szolgáltatások" közé sorolta. Azonban megmaradt külön alkalmazásként, amelyet a Microsoft Store-ból le lehet tölteni.
A program továbbá elérhető a Windows 10 összes verzióján is.
A Paint első verziója 1985 novemberében jelent meg, a Windows első verzióján. A program első verziója a ZSoft Corporation PC Paintbrush nevű alkalmazásának licenszelt verziója volt.
A Paint frissített verziója a Windows 95 és a Windows NT 4.0 operációs rendszerek részeként jelent meg.
2021-ben a Microsoft bemutatta a Paint "felfrissített" változatát.